# HCalendar

hCalendar (сокращённо от HTML iCalendar) — микроформат для представления семантической информации о событиях в формате календаря iCalendar на (X)HTML-страницах.
Он позволяет инструментам для парсинга (например, другим сайтам или расширениям Operator и Tails для Firefox) извлекать информацию о событии и отображать её на сайтах, индексировать, искать её или загрузить её в программу календаря или дневника и прочее.

## Структура
Вся информация о событии заключается в блок, которому указывается класс vevent. В него включаются поля, классы которых соответствуют приведённым ниже и являются параметрами, а содержание (или параметр title, если отображаемый текст не соответствует тому, который должен извлекаться при парсинге) является их значением.
Обязательные:
- dtstart (дата в формате ISO 8601) — дата/время начала
- summary — краткое описание

Необязательные:
- location — местоположение (в свободной форме)
- url — ссылка на страницу, связанную с событием
- dtend (дата в формате ISO 8601) — дата окончания
- duration (длительность в формате ISO 8601) — продолжительность
- rdate
- rrule
- category
- description — расширенное описание
- uid — уникальный идентификатор
- geo (latitude, longitude) — координаты

Этот список параметров является основным, но не полным. Полный список должен соответствовать RFC 2445.

## Geo
Микроформат Geo является частью спецификации hCalendar и часто используется для включения координат местоположения внутри hCalendar.

## Кто использует
Известные организации и сайты, использующие hCalendar:
- Birmingham Town Hall и Symphony Hall
- Google (в Картах Google)
- Сайт сообщества веб-браузера Opera
- Yahoo! (в Yahoo! Local)
- Википедия (в основном, английская)
- Университет Бата
- Вашингтонский университет